# Flydubai
Flydubai – tania linia lotnicza z siedzibą w Dubaju, w Zjednoczonych Emiratach Arabskich. Linia powstała 19 marca 2008, a rozpoczęła działalność 1 czerwca 2009.

## Połączenia
Głównym hubem linii jest port lotniczy Dubaj z którego w 2025 przewoźnik realizował bezpośrednie połączenia do 134 miast na całym świecie.
Samoloty linii latają na lotniska w Krakowie, Warszawie oraz Poznaniu.

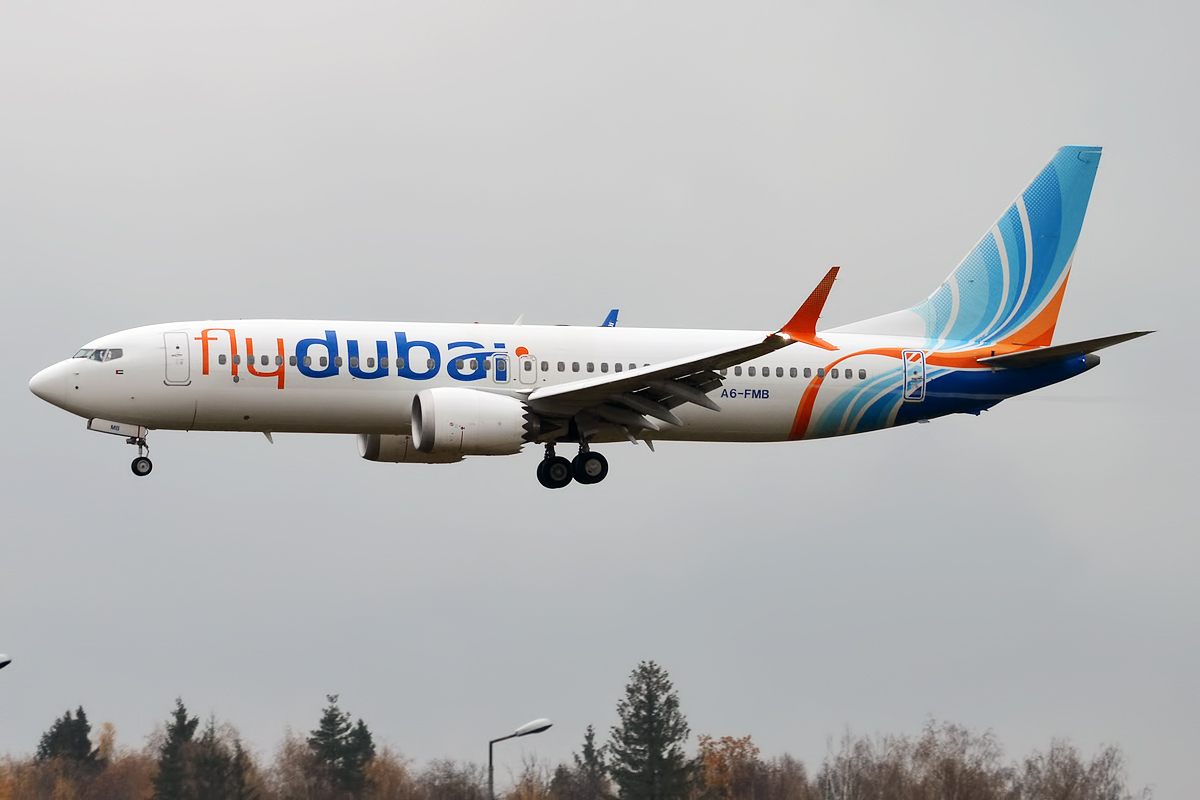
Eksploatowany przez flydubai Boeing 737 MAX 8 na lotnisku Wnukowo

## Flota
Według stanu na lipiec 2025 flota flydubai składała się z 89 samolotów o średnim wieku 5,8 lat:
| Samolot          | Samolot | Samolot   | Liczba miejsc | Liczba miejsc | Liczba miejsc | Uwagi                          |
| Model            | Aktywne | Zamówione | B             | E             | Łącznie       | Uwagi                          |
| ---------------- | ------- | --------- | ------------- | ------------- | ------------- | ------------------------------ |
| Boeing 737-800   | 27      | –         | 12            | 162           | 174           |                                |
| Boeing 737-800   | 27      | –         | –             | 189           | 189           |                                |
| Boeing 737 MAX 8 | 60      | 64        | 10            | 156           | 166           |                                |
| Boeing 737 MAX 8 | 60      | 64        | 12            | 162           | 174           |                                |
| Boeing 737 MAX 9 | 3       | 67        | 16            | 156           | 172           | W trakcie dostarczania od 2018 |
| Łącznie          | 90      | 131       |               |               |               |                                |

## Incydenty
19 marca 2016, samolot linii flydubai, lot FZ981 lecący z Dubaju do Rostowa nad Donem, rozbił się podchodząc do lądowania na lotnisku w Rosji. Lądowanie odbywało się w trudnych warunkach pogodowych, a sam moment katastrofy uchwyciły kamery przemysłowe. Wszyscy pasażerowie oraz członkowie załogi ponieśli śmierć na miejscu.